# Општина Рушецу (Бузау)
Рушецу (рум. Ruşeţu) општина је у Румунији у округу Бузау.
Oпштина се налази на надморској висини од 48 m.